# Karmel (pohoří)
Karmel, též Karmelské hory (hebrejsky כרמל‎, Karmel, odvozeno od kerem-el – „Boží vinice“; arabsky جبل الكرمل‎, džabal al-Karmal), je pohoří a národní park v severním Izraeli.

## Geografie
Zvedá se v délce 23 km a šířce 10 km do výšky 546 metrů nad mořem. Na západě je pohoří ohraničeno úzkým pásem pobřežní nížiny podél Středozemního moře. Na jihu je pozvolný přechod do pahorkatiny Ramat Menaše, na východě a severovýchodě klesají svahy Karmelu do Jizre'elského údolí a Zebulunského údolí. Na severu vybíhá Karmel do linie pobřeží a vytváří Haifský záliv. Celá oblast byla prohlášena národním parkem.
Nejvyšším bodem pohoří je vrch Rom Karmel (546 m n. m.). Dalšími výraznými vrcholy jsou sousední Har Alon a Har Ela. Jižně od nich se nalézají hory Har Arkan a Har Šokef. Nejblíže k Haifě stojí Har Tlali. V západní části pohoří jsou to Har Oren, Reches Mitla. V jižní Keren ha-Karmel, Har Mehalel a Har Sumak. V jihozápadní části vynikají kopce Giv'at Šana, Giv'at Šluchit, Giv'ot Tlimon a Giv'at Eden a v nejzazší jihozápadní sekci výšina Ramat ha-Nadiv s vrchem Chotem ha-Karmel a skalním stupněm Cukej Chotem. Na východním okraji Karmelu stojí kopec Micpe Chusejfa.
Pohoří člení četná boční údolí se sezónními toky (vádí). Výškový rozdíl mezi dnem údolí a vrcholky Karmelu představuje často několik set metrů. Výrazná modelace terénu pohoří se projevuje i na centrálních částech velkoměsta Haifa, které pokrývá severní část Karmelu.
K západu, tedy k Středozemnímu moři, směřují vádí Nachal Šikmona, Nachal Alija, Nachal Lotem, Nachal Amik, Nachal Sijach, Nachal Ezov, Nachal Achuza, Nachal Amiram, Nachal Ovadja (s přítokem Nachal Tira), Nachal Galim (s přítoky Nachal Neder, Nachal Oranit, Nachal Kelach a Nachal Durim), Nachal Megadim (s přítoky Nachal Mitla a Nachal Sfunim), Nachal Oren (s přítoky Nachal Nec, Nachal Chejk, Nachal Alon, Nachal Rakit, Nachal Duchan a Nachal Bustan), Nachal Hod (a jeho přítok Nachal Chanilon), Nachal Me'arot (a jeho přítok Nachal Charuvim), Nachal Maharal a Nachal Šimri. Sklon pohoří je pozvolnější a proto i vodní systém rozvinutější. V západní části, při Nachal Me'arot a Nachal Maharal, se rozkládá menší sníženina, údolí Emek Maharal, enkláva rovinaté zemědělské krajiny uprostřed lesnatých kopců.
Na jihozápadním okraji Karmelu je to hlavně vádí Nachal Dalija (s přítoky Nachal Tlimon, Nachal Zichrona), které odvodňuje i podstatnou část jižního okraje pohoří (přítoky Nachal Tut, Nachal Elkana). Dále vádí Nachal Kevara, Nachal Timsach a v nejzazším výběžku pohoří Nachal Chotem, které již spadá do povodí Nachal Taninim.
Na východní a severovýchodní stranu pohoří směřují vádí Nachal Jokne'am (s přítokem Nachal Rakefet), Nachal Elroj, Nachal Chusejfa, Nachal Jagur (s přítokem Nachal Sevach), Nachal Ma'apilim, Nachal Nešer (a jeho přítok Nachal Katija), Nachal Ben Dor, Nachal Giborim (s přítoky Nachal Vardija, Nachal Tan, Nachal Even). Sklon pohoří do Jizre'elského a Zebulunského údolí je strmý a vodní systém tudíž méně rozvinutý. Většina výše uvedených toků patří do povodí řeky Kišon.
Pohoří je poměrně řídce osídleno. Zejména v západní části, kde se nachází jen několik sídel venkovského typu. Vrcholová partie Karmelu je ovšem obsazena dvěma lidnatými sídly, městy Dalijat al-Karmel a Isfija. Stejně tak je hustě osídlen i severní okraj pohoří, kam se nasouvá zástavba Haify.

## Les Karmel
Velkou část vrcholových partií pohoří i jeho svahů pokrývá rozsáhlý lesní komplex nazývaný Les Karmel (hebrejsky יערות הכרמל‎, Ja'arot ha-Karmel, doslova „Lesy Karmel“). Vysadil ho od 20. století Židovský národní fond. Dosahuje plochy cca 30 000 dunamů (30 kilometrů čtverečních) a jde tak o jednu z největších lesních ploch v zemi. Ve skladbě stromů převažují duby a borovice. Na rozdíl od mnoha jiných lesnatých okrsků v Izraeli se tu ale dochovaly i enklávy původního lesa, tedy přirozené biotopy borovicových porostů, které se svou mohutností liší od umělé novodobé výsadby, obzvlášť poblíž města Isfija.
Zalesňovací práce tu započaly již za mandátní Palestiny ve 20. a 30. letech 20. století. Zintenzivnily pak po vzniku státu Izrael, tedy po roce 1948. Většina z těchto lesů je turisticky přístupná.

### Lesní požár na Karmelu 2010
2. prosince 2010 vypukl v lesích v pohoří Karmel rozsáhlý požár, jehož sílu znásobilo dlouhodobé sucho a silný vítr. Rozšířil se proto na plochu několika kilometrů čtverečních v prostoru mezi jižním okrajem Haify, městem Isfija a vesnicí Bejt Oren. V této oblasti muselo dojít k evakuaci osob, včetně chovanců a personálů věznice Damon. Při evakuaci nápravného zařízení oheň pohltil autobus převážející personál. Zemřelo 41 lidí. Kromě lidí z vězeňské správy byli mezi mrtvými policisté i civilisté. Izrael požádal ještě téhož dne o zahraniční pomoc. Oheň se do večera nepodařilo lokalizovat a 3. prosince 2010 již plocha zasažená přírodní katastrofou přesahovala 20 kilometrů čtverečních. Evakuována byla část Haify i města Tirat Karmel. Vesnice Bejt Oren byla ohněm zničena. Událost byla označena za největší lesní požár v dějinách státu Izrael.

## Karmel v Bibli
V biblických dějinách je pohoří Karmel místem střetu proroka Eliáše s Baalovými a Aštertinými proroky, v němž se tento prorok staví na stranu boha Izraele, Hospodina (JHVH). Ve Starém zákoně je pak pohoří Karmel pro svou přírodní nádheru symbolem krásy a příchodu posledních časů Božího požehnání a obnoveného království.

### Karmelitáni
Od názvu tohoto pohoří je odvozen původ a titul Řádu bratří blahoslavené Panny Marie na hoře Karmel, zkráceně Řád karmelitánů, který se na hoře začal formovat v průběhu 12. století. První klášter, na vrcholu hory vybudovaný v letech 1206-1214, byl dvakrát muslimy zničen a jako klášter Keren Karmel obnoven v malém měřítku v 19. století, tak funguje dosud. Hlavní Klášter Panny Marie Karmelské byl postaven v údolí nad jeskyní proroka Eliáše.  

## Galerie

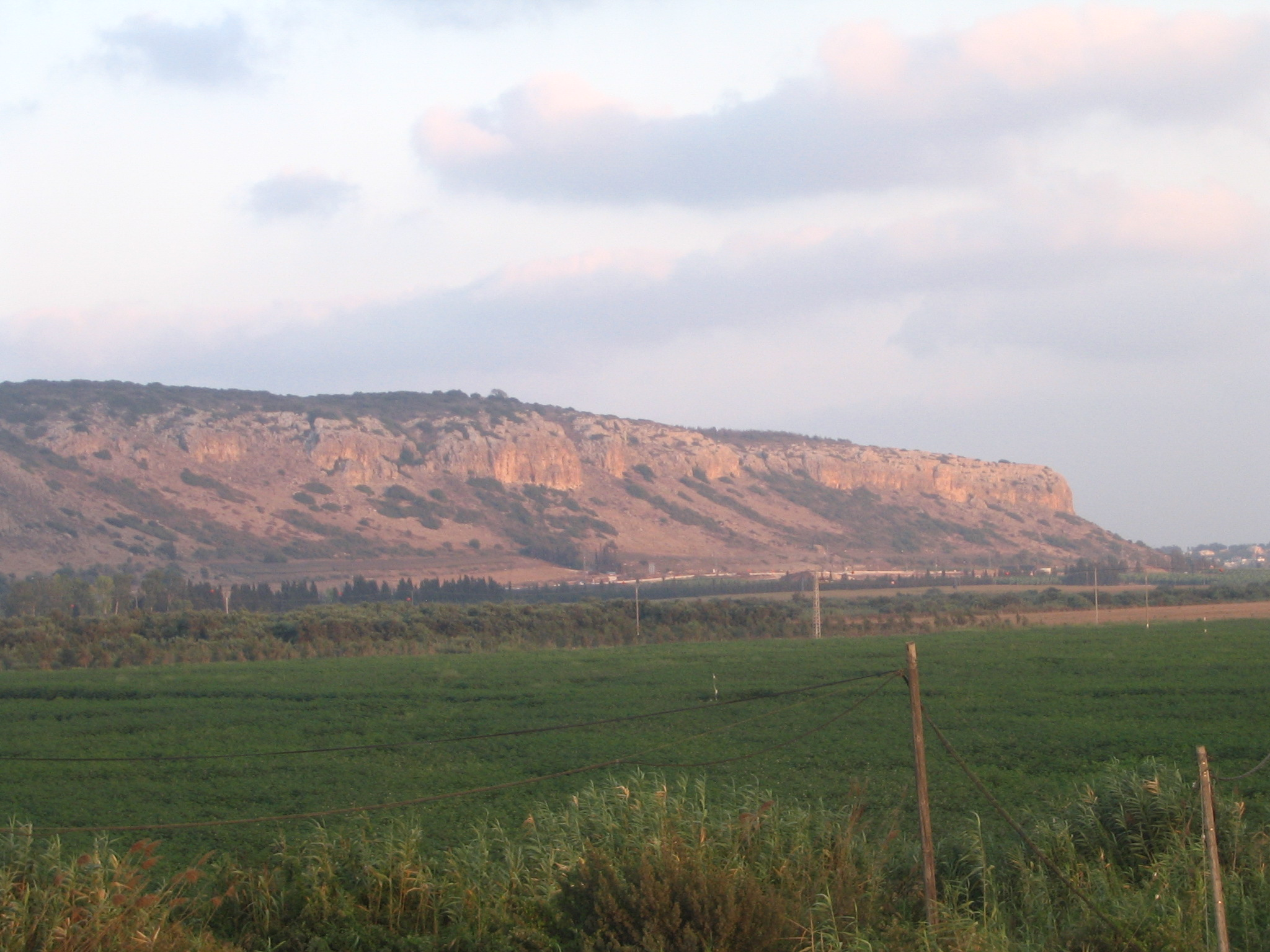
Jihozápadní okraj Karmelu, skalní stupeň Cukej Chotem, od vesnice Ma'agan Micha'el
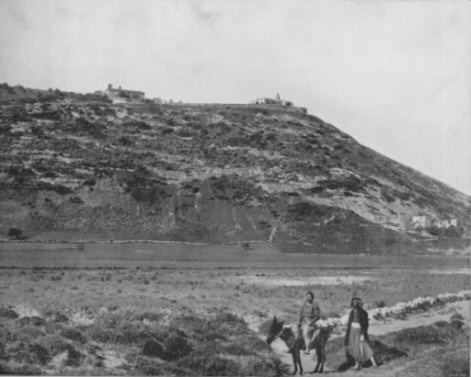
Pohoří Karmel na dobové fotografii z roku 1894
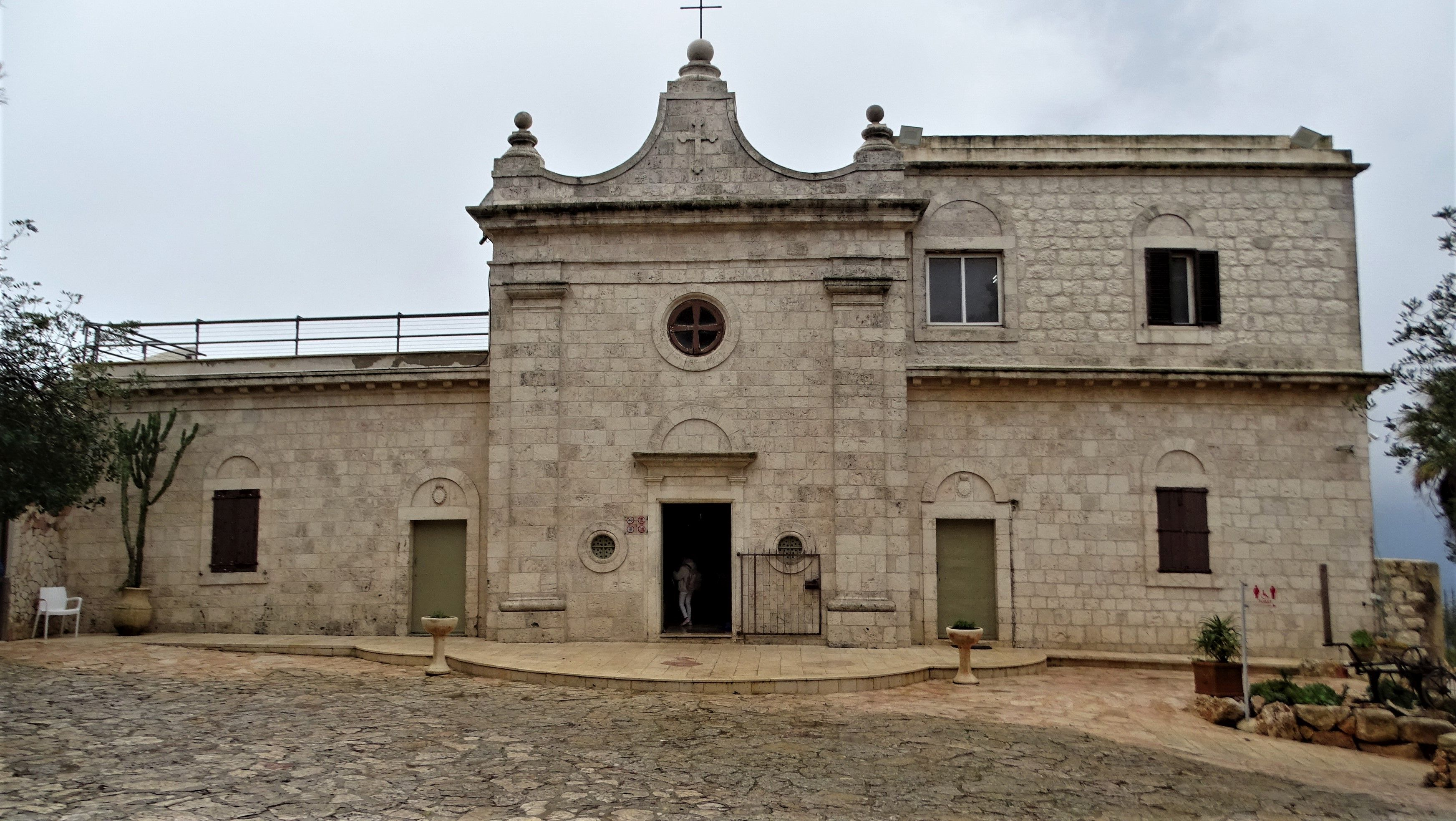
Keren Karmel na hoře Karmel
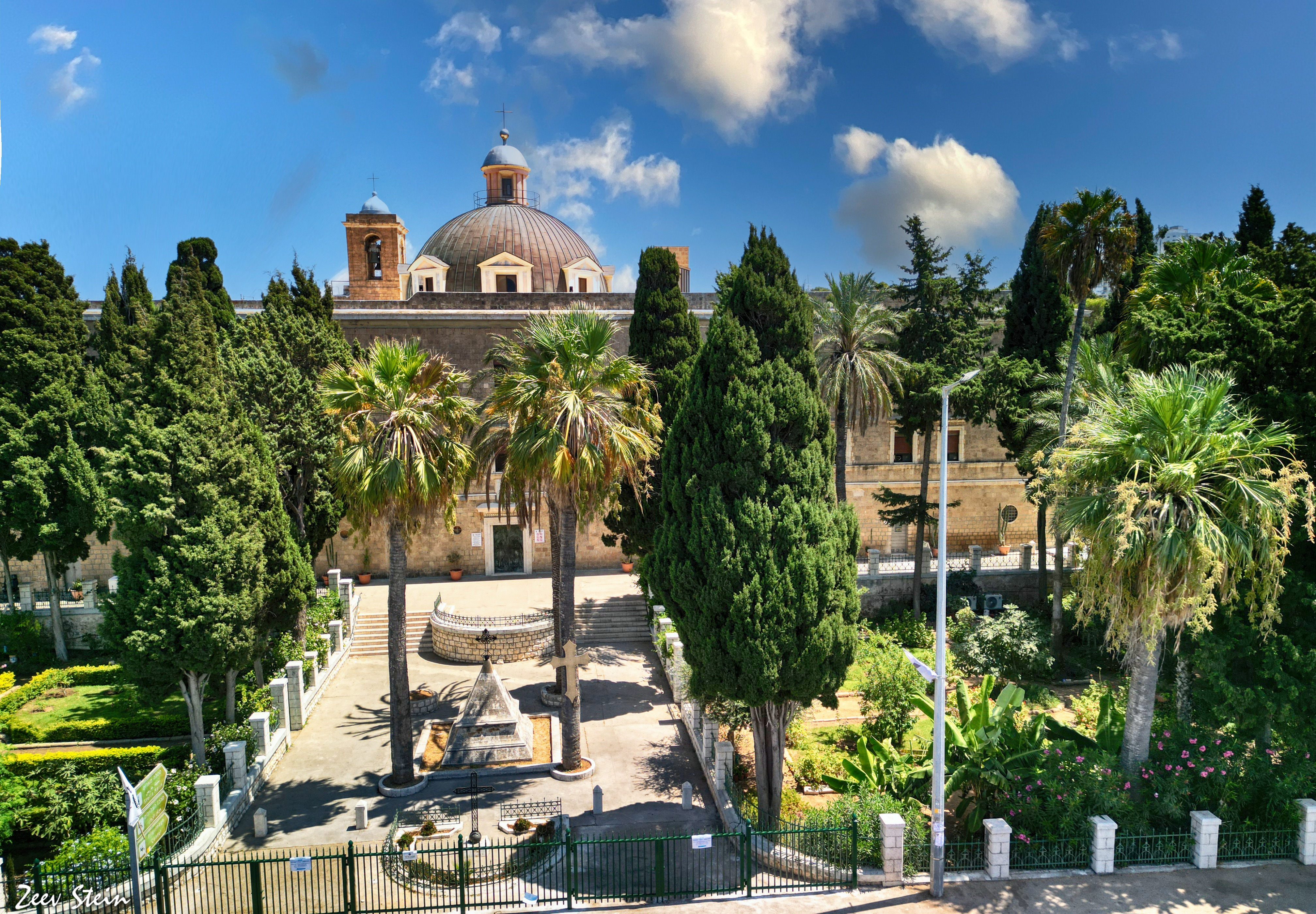
Klášter Stella Maris na úpatí pohoří
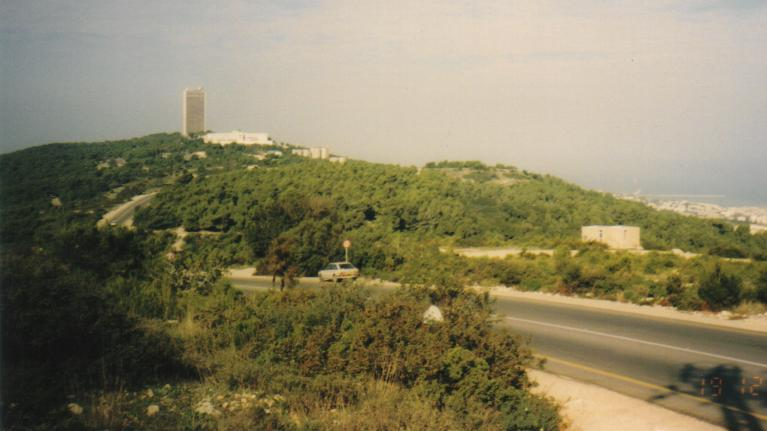
Areál Haifské univerzity na vrcholu pohoří Karmel, na jižním okraji Haify
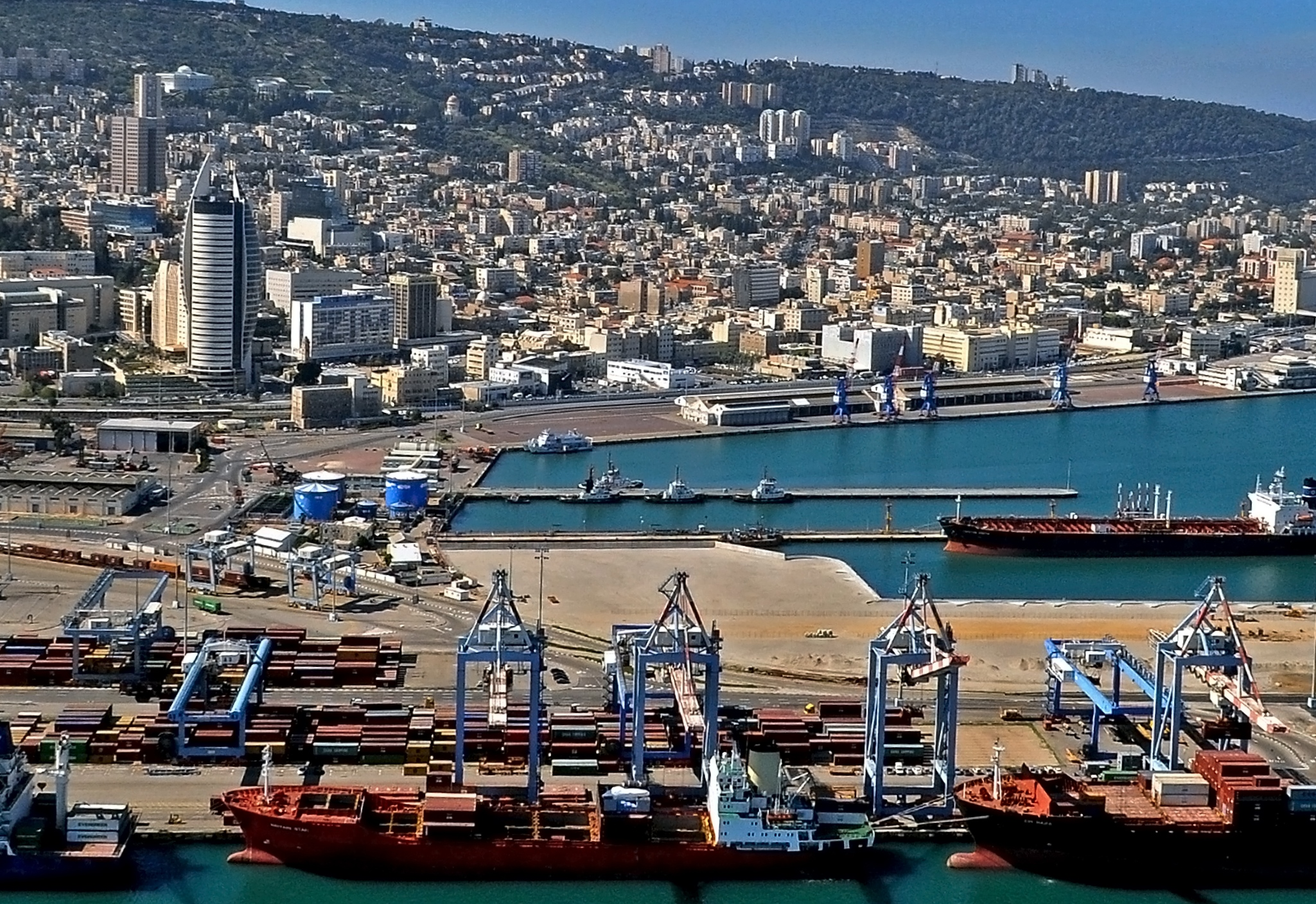
Zástavba Haify vystupující na úpatí pohoří Karmel